# Władysław Ślebodziński

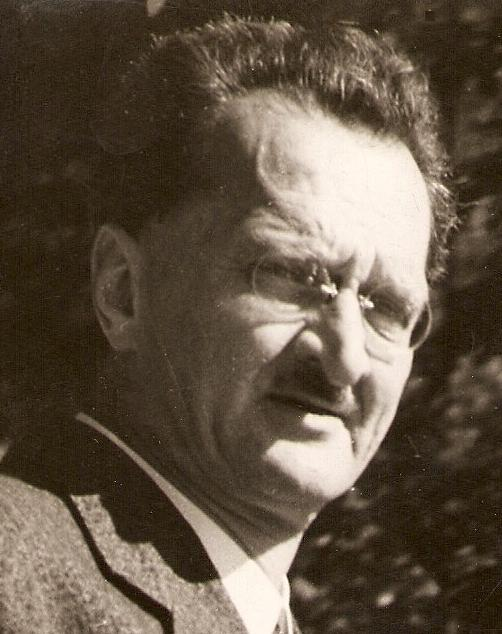
Władysław Ślebodziński (1938)

Władysław Ślebodziński (* 6. Februar 1884 in Pysznica; † 3. Januar 1972 in Breslau) war ein polnischer Mathematiker der Krakauer Mathematikerschule. Sein wissenschaftliches Interesse galt hauptsächlich der Differentialgeometrie und der Lie-Ableitung.
Ślebodziński studierte Mathematik an der Jagiellonen-Universität in Krakau und arbeitete ab 1919 an der TU Posen, wo er promovierte und sich habilitierte. Während des Zweiten Weltkriegs unterrichtete er an der Untergrunduniversität, wofür er von den Deutschen verhaftet, im KZ Auschwitz, anschließend im KZ Groß-Rosen und Mittelbau-Dora inhaftiert wurde. 1945 wurde er Professor an der Universität Breslau, 1951 an der TU Posen.
Von 1949 bis 1960 war er Mitglied der Polska Akademia Nauk.